# 티에라 왝
티에라 왝(Tierra Whack, 1995년 8월 11일 ~ )은 미국의 래퍼, 싱어송라이터이다.

## 음반 목록
- Whack World (2018)